# As-treated-Analyse
Die As-treated-Analyse (deutsch Analyse gemäß Behandlung) ist ein Datenanalyseprinzip der medizinischen Statistik, das vor allem im Rahmen von randomisierten klinischen Prüfungen Verwendung findet. In der medizinischen Fachliteratur wird auch der Begriff On-treatment-Analyse verwendet.
Bei der As-treated-Analyse werden bei der Datenauswertung nur die Ergebnisse derjenigen Probanden berücksichtigt, die die im Rahmen der Studie zu prüfende Intervention bzw. Medikation tatsächlich erhalten haben, und zwar unabhängig davon, welcher Studiengruppe sie ursprünglich zugewiesen waren.
Die As-treated-Analyse ist eine Unterart der Per-Protokoll-Analyse. Sie bietet den Vorteil, dass sich mit ihr vor allem das Nebenwirkungsprofil einer bestimmten Intervention bzw. Medikation gut abschätzen lässt. Wie bei der Per-Protocol-Analyse wird jedoch auch hier das Zufallsprinzip durchbrochen, so dass es zu einer statistischen Verzerrung der Ergebnisse (englisch bias) kommen kann.